# Коктоган
Коктоган (каз. Көктоған, до 199? г. — Чапаево) — село в Карасайском районе Алматинской области Казахстана. Входит в состав Ельтайского сельского округа. Код КАТО — 195233800.

## Население
В 1999 году население села составляло 237 человек (116 мужчин и 121 женщина). По данным переписи 2009 года, в селе проживали 282 человека (142 мужчины и 140 женщин).